# 2601 Bologna
2601 Bologna este un asteroid din centura principală, descoperit pe 8 decembrie 1980, de Oss. San Vittore.